# Resultierende Kraft

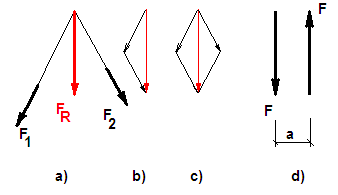
Resultierende:
a) der Lageplan mit Kräften F_{1} und F_{2} und der Resultierenden F_{R}
b) Krafteck zur Ermittlung der Resultierenden
c) alternativ zu b): das Kräfteparallelogramm
d) Kräftepaar – Resultierende gleich null, aber Drehmoment ungleich null

Die resultierende Kraft (kurz Resultierende oder Resultante) ist in der Mechanik die Vektorsumme von Kräften, Streckenlasten, Flächenlasten und Volumenkräften die an einem physikalischen System am gleichen oder an verschiedenen Punkten angreifen. Falls nur eine Kraft einwirkt, ist die Resultierende identisch mit dieser Kraft. Im Fall von genau zwei Einzelkräften ist sie durch die Diagonale des zugehörigen Kräfteparallelogramms gegeben.
Greifen alle Kräfte am gleichen Punkt an, reagiert das System so, als ob nur die resultierende Kraft an diesem Punkt angreifen würde. Greifen die Kräfte an verschiedenen Punkten an, reagiert der Massenmittelpunkt des Systems so, als ob an ihm nur die resultierende Kraft angreifen würde (Schwerpunktsatz). Im Fall, dass die resultierende Kraft null ist, bewegt sich der Massenmittelpunkt also gar nicht oder behält seine geradlinig-gleichförmige Bewegung bei. Unabhängig davon können die Kräfte aber ein Drehmoment ausüben, das die drehende Bewegung des Systems beeinflusst. Bekanntestes Beispiel hierfür ist das Kräftepaar. Hier ist die resultierende Kraft null.
Ist das System ein Starrer Körper und schneiden sich die Wirkungslinien der einzelnen Kräfte in einem Punkt, dann hat die resultierende Kraft, wenn sie in diesem Schnittpunkt angreift, in jeder Hinsicht die gleiche Wirkung auf den Körper wie alle einzelnen Kräfte zusammen (siehe Statische Äquivalenz).

## Allgemeines Verfahren zur Bestimmung der Resultierenden
Die Resultierende wird durch Vektoraddition bestimmt:
{\displaystyle \mathbf {R} =\left[\sum _{i}^{n}\mathbf {F} _{i}\right]+\left[\sum _{i}^{m}\int _{x}\mathbf {q} _{i}(x)\mathrm {d} x\right]+\left[\sum _{i}^{o}\iint _{A}{\boldsymbol {\sigma }}_{i}(x,y)\mathrm {d} x\mathrm {d} y\right]+\left[\sum _{i}^{p}\iiint _{V}{\boldsymbol {\gamma }}_{i}(x,y,z)\mathrm {d} x\mathrm {d} y\mathrm {d} z\right]\quad {\text{mit}}\quad {n,m,o,p}\in \mathbb {N} _{0}}
mit
{\displaystyle \mathbf {R} } der Resultierenden
{\displaystyle \mathbf {F} _{i}} Einzelkraft i
{\displaystyle \mathbf {q} _{i}(x)} die Streckenlast i
{\displaystyle {\boldsymbol {\sigma }}_{i}(x,y)} den Traktionsvektor i
{\displaystyle {\boldsymbol {\gamma }}_{i}(x,y,z)} die Volumenkraft i

### Verfahren zur Bestimmung der Resultierenden von Einzelkräften
Die Resultierende wird durch Vektoraddition bestimmt:
{\displaystyle \mathbf {R} =\sum _{i}^{n}\mathbf {F} _{i}\quad {\textrm {mit}}\quad n\in \mathbb {N} _{0}}
Dazu existieren verschiedene Verfahren.

#### Analytisches Verfahren
Analytisch wird die Resultierende aus folgenden Bedingungen ermittelt:
- Die Komponenten der Resultierenden bezüglich eines kartesischen Koordinatensystems sind gleich der Summe der Komponenten der Einzelkräfte und
- die Komponenten des Momentes der Resultierenden in Bezug auf einen beliebigen Punkt sind gleich der Summe der Komponenten der Momente der Einzelkräfte.

Wenn die vektorielle Summe der Einzelkräfte verschwindet, so ist die resultierende Kraft gleich null. Das ist z. B. bei einem Kräftepaar der Fall (Abbildung d.); es verbleibt ein Einzelmoment, wobei das Hebelgesetz gilt.

#### Grafische Verfahren
Zur grafischen Ermittlung der Resultierenden zweier Kräfte benutzt man das Krafteck (Abbildung b.) oder das Kräfteparallelogramm (Abbildung c.).
Das Drei-Kräfte-Verfahren dient der Ermittlung der Resultierenden bzw. der Bestimmung einer dritten, unbekannten Kraft, wenn zwei von drei Kräften bekannt sind. Die Resultierende bei zwei oder mehr Kräften kann man z. B. auch mit Hilfe des Seileckverfahrens ermitteln.
Das Vier-Kräfte Verfahren nach Karl Culmann dient ebenso wie der Cremonaplan zur zeichnerischen Bestimmung der resultierenden Balken- bzw. Stabkräfte, beispielsweise bei der Bemessung von Fachwerken.